# Антісана
Антісана (ісп. Antisana) — вулкан в Еквадорських Андах, найвищий вулкан Еквадору висотою 5752 м, розташований за 50 км на південний схід від міста Кіто. Антісана є однією з найскладніших для підняття гір в Еквадорі.

## Мапа вулканів Еквадору
| Санґай Тунґурауа Кілотоа Каямбе Котопахі Ільїнса Антісана Пічинча Ревентадор Чимборасо Алтар Котакачі Каріуайрасо Сінколагуа К Кіто Гуаякіль Куенкаclass=notpageimage\| Антісана на мапі вулканів Еквадору |

## Галерея

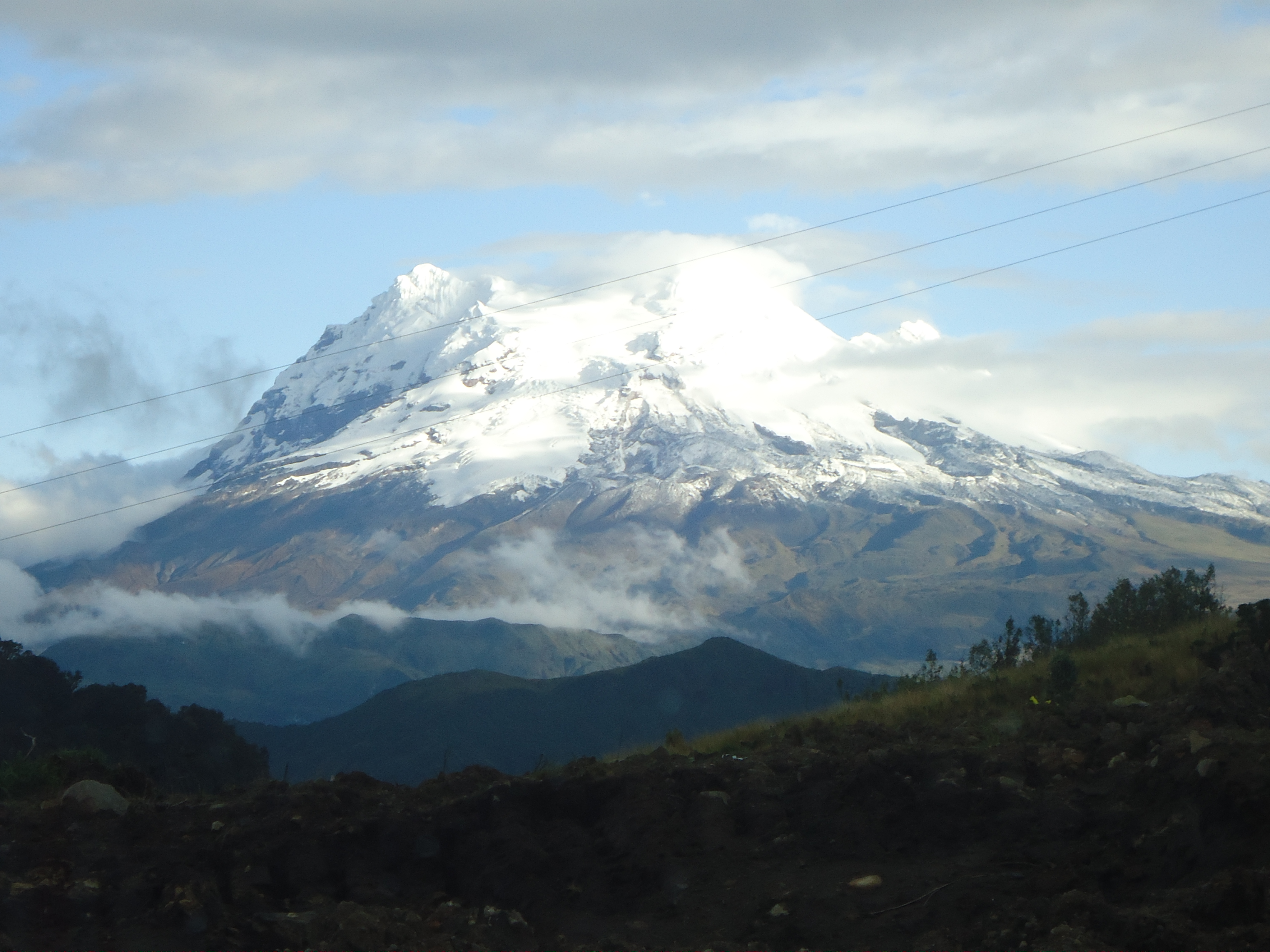
Вулкан Антсана
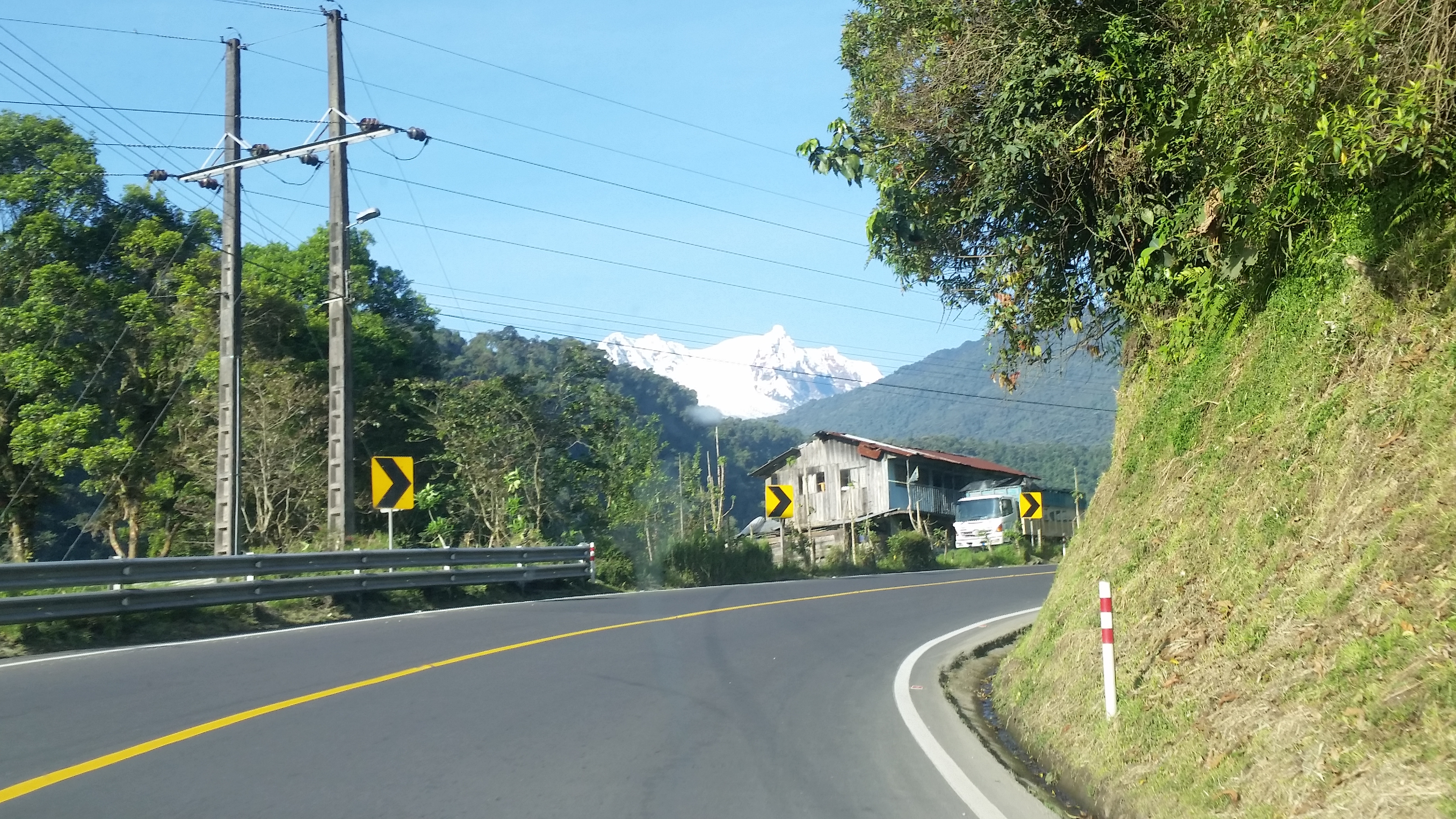
Провінція Напо
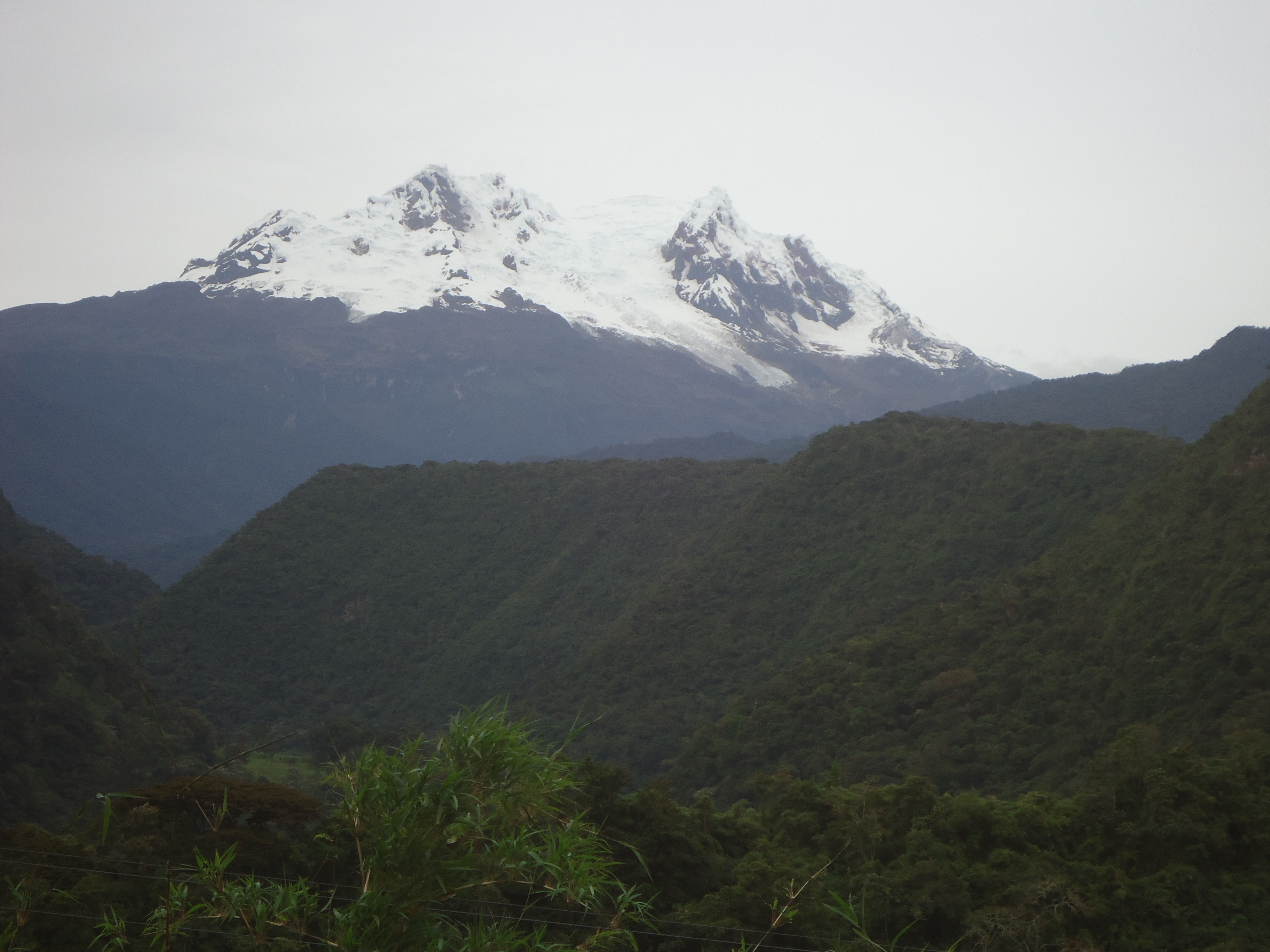
Вулкан Антсана